# Atecru
Atecru (Atekru, Atekrue) ist ein Ort auf der südostasiatischen Insel Atauro, die zu Osttimor gehört (Aldeia Adara, Suco Beloi, Gemeinde Atauro).
Das Dorf liegt an der Westküste Atauros an der Bandasee, nah dem Ponta Tutolo. Die Bucht trägt nach dem Ort den Namen Baía de Atecru. Vor der Küste liegt ein Riff, nach der schmalen Küstensavanne folgt der Trockenwald auf den höheren Lagen.
Der Ort verfügt über eine Grundschule. 2019 wurde in Atecru ein Permakulturzentrum eröffnet. In den letzten Jahren hat man sich in dem Dorf auf seine eigene Kultur besonnen und pflegt wieder die alten Tänze und Spiele und spricht den lokalen Dialekt.
Westlich von Atecru befindet sich die Kalksteinhöhle Aleti Tunu Bibi, in denen es 8000 Jahre alte Felsmalereien gibt. Archäologische Funde belegen die Anwesenheit von Menschen in dieser Höhle bis zurück auf eine Zeit von vor 18.000 Jahren.